# Bourg-Saint-Maurice
Bourg-Saint-Maurice (latinsky: Bergintrum), známé také jako Bourg, je francouzské město v departementu Savojsko, regionu Auvergne-Rhône-Alpes, na jihovýchodě Francie.
Je to poslední velké město v údolí Tarentaise, v srdci Francouzských Alp.

## Vývoj počtu obyvatel
Počet obyvatel

## Outdoorové aktivity

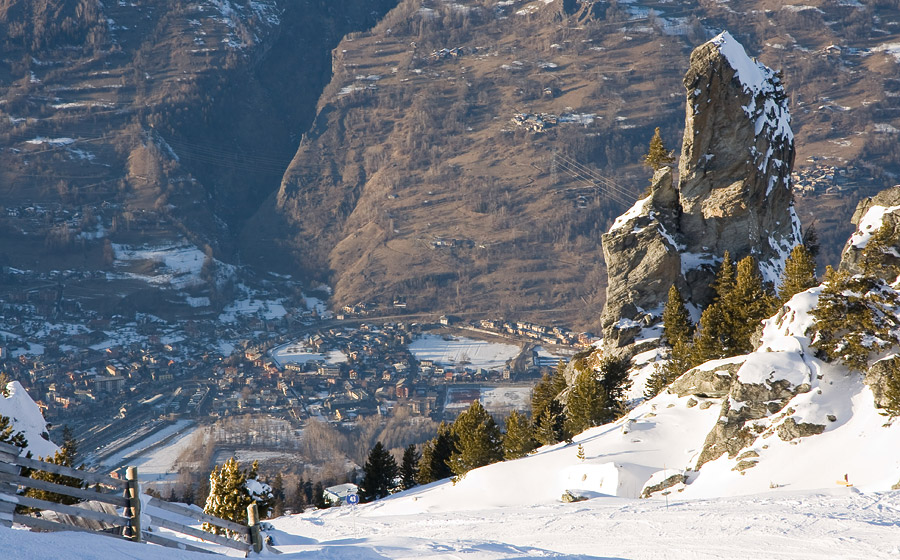
Pohled na Bourg-Saint-Maurice z lyžařského střediska Les Arcs

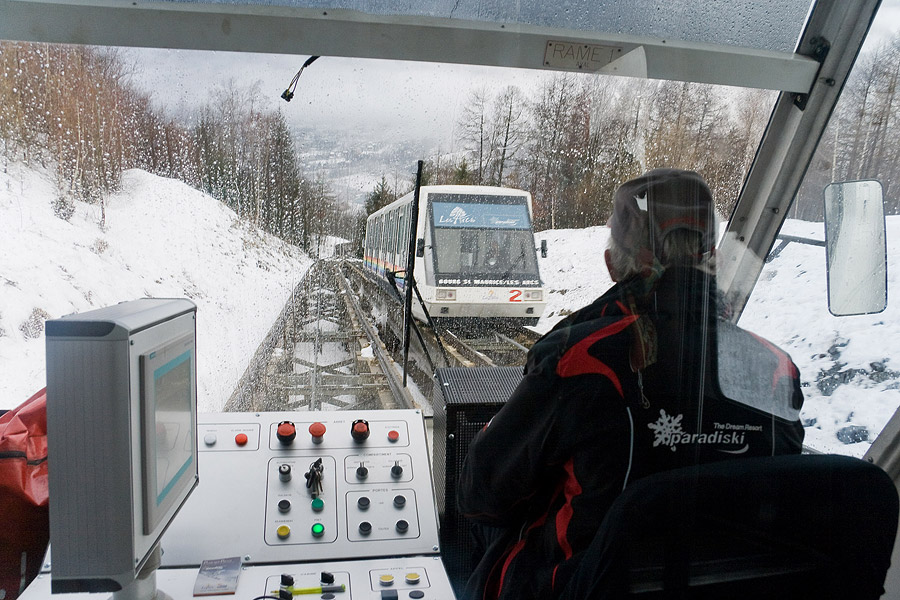
Pozemní lanovka do střediska Les Arcs

Bourg-Saint-Maurice je jednou z částí lyžařského areálu Paradiski (425 km sjezdovek, 141 lanovek a vleků, 239 sjezdovek - 12 zelených, 132 modrých, 66 červených, 29 černých). Ačkoliv zdejší nadmořská výška není vhodná pro lyžování, je zde pohodlné spojení do Arcu 1600 (centrální vesnice lyžařského areálu Les Arcs) pozemní lanovkou. Díky tomu je v Bourgu poměrně drahé bydlení. Na rozdíl od jiných obcí, které tvoří lyžařské středisko Les Arcs, je Bourg-Saint-Maurice otevřen celý rok.
Bourg je také populární letní destinace, nabízí mnoho možností pro milovníky vodních či přírodních sportů. Je zde průjezd divokou řekou (Isère) a každý rok se zde pořádají mezinárodní soutěže na kajacích, či kánoích. Bourg byl hostitelem mistrovství světa ve vodním slalomu ICF. Zdejší divoká řeka často mění tvar z důvodu záplav v zimních měsících.
Okolní hory jsou vhodné pro turistiku a horskou cyklistiku. Některé lanovky ve středisku Les Arcs jsou otevřené i v létě a vyvážejí turisty, či cyklisty na vrchol. Terénní kola ( VTT (Vélo Tout Terrain) francouzsky) je možnost si vypůjčit v Bourgu i Les Arcsu. Některé vysokohorské restaurace jsou otevřeny i v letních měsících.
Nejbližší středisko letního lyžování je Tignes (přibližně 27 km od Bourgu) na ledovci Grande Motte, nicméně z důvodu tání ledovců je v některém období uzavřeno.
Je zde také kemp (Le Versoyen), který se nachází blízko 2 velkých supermarketů a plaveckého bazénu.

## Osobnosti obce
- 29. října 1973 se v Bourgu narodil francouzský horolezec Bertrand Blanc